# Bulbophyllum coweniorum
Bulbophyllum coweniorum là một loài phong lan thuộc chi Bulbophyllum.